# Assemblée constituante de 1946
Pour les articles homonymes, voir Assemblée nationale constituante.
L'Assemblée constituante française de 1946 ou IIe Assemblée nationale constituante est l'assemblée élue après les élections constituantes françaises de 1946 et chargée de rédiger un nouveau projet de Constitution après le rejet par référendum du projet de la précédente assemblée constituante.

## Composition de l'assemblée constituante
Le rejet le 5 mai du premier projet de Constitution entraîne la dissolution de l'Assemblée constituante avec son gouvernement  Félix Gouin et de nouvelles élections constituantes pour former une nouvelle Assemblée constituante qui se tiennent le 2 juin 1946, dont les résultats confirment les tendances politiques précédentes : 
- le MRP, mouvement démocrate-chrétien qui s'est opposé au premier projet de Constitution, arrive en tête, avec 28,2 % des suffrages. C'est donc un élu du MRP, Georges Bidault qui devient président du Conseil et constitue un gouvernement qui obéit toujours au tripartisme ;
- le PCF a de légères pertes et arrive en seconde position avec 26 % ;
- la SFIO enregistre une nette baisse et arrive en troisième position ;
- la droite, malgré 12 % de voix contre 15 % en octobre 1945, augmente son nombre de sièges par rapport à la première Assemblée constituante (78 contre 53 en octobre 1945).

Parmi les 586 députés élus, 139 ont fait partie des 343 délégués ayant siégé à un moment ou un autre à l'Assemblée consultative provisoire, soit 40 % de ceux-ci furent élus députés aux premières ou deuxièmes Assemblées constituantes.

## Groupes parlementaires
| Groupe parlementaire               | Groupe parlementaire               | Groupe parlementaire                                                       | Députés                            | Députés                            | Députés |  |
| Groupe parlementaire               | Groupe parlementaire               | Groupe parlementaire                                                       | Membres                            | Apparentés                         | Total   |  |
| ---------------------------------- | ---------------------------------- | -------------------------------------------------------------------------- | ---------------------------------- | ---------------------------------- | ------- |  |
|                                    | MRP                                | Mouvement républicain populaire                                            | 164                                | 2                                  | 166     |  |
|                                    | COM                                | Communiste                                                                 | 145                                | 1                                  | 146     |  |
|                                    | SOC                                | Socialiste                                                                 | 127                                | 1                                  | 128     |  |
|                                    | PRL                                | Parti républicain de la liberté                                            | 32                                 | 3                                  | 35      |  |
|                                    | RRS                                | Républicain radical et radical-socialiste                                  | 32                                 | 0                                  | 32      |  |
|                                    | RI                                 | Républicains indépendants                                                  | 21                                 | 2                                  | 23      |  |
|                                    | UDSR                               | Union démocratique et socialiste de la Résistance                          | 20                                 | 0                                  | 20      |  |
|                                    | UDMA                               | Union démocratique du manifeste algérien                                   | 11                                 | 0                                  | 11      |  |
|                                    | RAPS                               | Républicains d'action paysanne et sociale (app. Républicains indépendants) | 7                                  | 2                                  | 9       |  |
|                                    | URR                                | Union républicain et résistante (app. Communiste)                          | 7                                  | 0                                  | 7       |  |
|                                    |                                    |                                                                            |                                    |                                    |         |  |
| Total de députés membre de groupes | Total de députés membre de groupes | Total de députés membre de groupes                                         | Total de députés membre de groupes | Total de députés membre de groupes | 577     |  |
|                                    | Députés non-inscrits               | Députés non-inscrits                                                       | Députés non-inscrits               | Députés non-inscrits               | 9       |  |
|                                    |                                    |                                                                            |                                    |                                    |         |  |
| Total des sièges pourvus           | Total des sièges pourvus           | Total des sièges pourvus                                                   | Total des sièges pourvus           | Total des sièges pourvus           | 586     |  |

## Travaux
Le 16 juin 1946, dans son discours de Bayeux, le général de Gaulle présente sa conception des institutions de la IVe République. Il expose un schéma institutionnel fondé sur un exécutif fort, procédant du chef de l'État.
De Gaulle et le MRP souhaitent un régime bicaméral (à deux chambres), doté d'un président de la République puissant et « au-dessus des partis ».
Le gouvernement Georges Bidault met en place les allocations familiales (loi du 22 août 1946), fondements de l'État-providence en France. 
Le 19 octobre 1946, la loi sur le statut de la fonction publique est adoptée. Le droit syndical est reconnu aux fonctionnaires qui seront rémunérés selon une grille indiciaire unique.

### Projet de Constitution
Durant l'été 1946, l'Assemblée constituante rédige une nouvelle Constitution. Le gouvernement Georges Bidault organise, par l'ordonnance du 17 août 1946, le référendum de la nouvelle Constitution prévu pour le 21 octobre 1946, ainsi que de nouvelles élections législatives.
Le 29 septembre 1946, l'Assemblée adopte la nouvelle Constitution par 440 voix contre 106. Le même jour, quelques heures plus tard, dans son discours d'Épinal, le général de Gaulle condamne la nouvelle Constitution car, bien qu'elle soit bicamériste (deux chambres distinctes possédant le pouvoir législatif), elle est peu différente de la première proposition : le régime est strictement parlementaire, le pouvoir exécutif réel étant exercé par le président du Conseil (premier ministre) et non par le président de la République qui a un rôle honorifique, même s'il demeure chef des armées.

## Le référendum du 13 octobre 1946
Le 13 octobre 1946, le projet de Constitution est adopté de justesse par le référendum avec 53,5 % de « oui » et 31 % d'abstention. La constitution abroge la loi constitutionnelle du 2 novembre 1945.

## Promulgation de la Quatrième République (27 octobre 1946)
Le projet de Constitution est promulgué le 27 octobre par le gouvernement Georges Bidault puis publié au journal officiel le 28 octobre. Au total, il a fallu un an et six jours pour qu'une nouvelle Constitution entre en vigueur et stabilise l'organisation institutionnelle française.

## LaIrelégislature (28 novembre 1946)
Le 10 novembre 1946, de nouvelles élections dissolvent l'assemblée constituante  avec son gouvernement Georges Bidault et élisent une nouvelle législature, la Ire de la Quatrième République française à majorité PCF, qui met en place le gouvernement Léon Blum III ainsi que la présidence Vincent Auriol (SFIO). 
Le régime provisoire établi en 2 novembre 1945 a fonctionné jusqu'au 24 décembre 1946, date de la première séance du Conseil de la République qui fait entrer en vigueur  la Constitution. La Constitution de 1875 et la IIIe République sont abrogés,.